# Maria Shriver
Maria Shriver, född 6 november 1955 i Chicago, Illinois, är en amerikansk nyhetsjournalist. Hon gifte sig med Arnold Schwarzenegger den 26 april 1986, men de separerade 2011 och skilde sig 2021. De har fyra barn tillsammans. Shriver är dotter till Eunice Kennedy Shriver och Sargent Shriver, och därmed systerdotter till Joseph P. Kennedy Jr., John F. Kennedy, Robert F. Kennedy och Ted Kennedy.
Shriver är sedan 1985 tv-journalist och nyhetsankare och har bland annat arbetat för den rikstäckande tv-kanalen NBC. Hon slutade arbeta som journalist 2004 i samband med att hennes dåvarande man, Arnold Schwarzenegger, inledde sin politiska karriär. I primärvalen inför presidentvalet 2008 stödde Shriver den demokratiske kandidaten Barack Obama och Schwarzenegger den republikanske kandidaten John McCain.